# Павлов, Александр Алексеевич (железнодорожник)
Александр Алексеевич Павлов (1925—2001) — советский работник железнодорожного транспорта, слесарь локомотивного депо Юдино, Герой Социалистического Труда.

## Биография
Родился 15 января 1925 года в деревне Шихазда Арского кантона Татарской АССР.
В 1941 году окончил семь классов школы и поступил в Юдинское железнодорожное училище № 1. После его окончания в 1943 году, стал работать слесарем-ремонтником в депо Юдино Казанского отделения Горьковской железной дороги. Проработал здесь без перерыва до 1997 года. В годы Великой Отечественной войны трудился в тылу, ремонтируя доставленные с фронта разбитые паровозы. В депо, где работал Александр Павлов, рабочие безвозмездно построили бронепоезд «Красный Татарстан».
В 1957 году, с появлением тепловозов, Павлову пришлось переучиваться на новую технику. Обладая незаурядным умом и мастерством, он придумывал для облегчения работы различные приспособления — на его счету много рацпредложений, внедренных в ремонтное производство. Также был передовиком социалистического соревнования.
Наряду с производственной деятельностью, занимался общественной — был участником XVI съезда профсоюзов СССР, членом облсовпрофа. За годы работы обучил своему делу много молодых рабочих.
После выхода на пенсию отдыхал. После 1992 года возглавлял Совет ветеранов депо.
Умер в 2001 году. На станции Юдино Герою установлена мемориальная доска.

## Награды
- В 1976 году А. А. Павлов за перевыполнение заданий IX пятилетки и социалистических обязательств Указом Президиума Верховного Совета СССР был удостоен звания Героя Социалистического Труда с вручением ордена Ленина и золотой медали «Серп и Молот».
- Награждён также орденом Трудового Красного Знамени, медалями, многими почётными грамотами и знаком «Почетный железнодорожник».